# Fritjof Fagerlund
Fritjof Fagerlund, född 27 juni 1974, är en svenskfinsk friidrottare (långdistanslöpare) tävlande för LK Roslagen. Han vann SM-guld i landsvägslöpning 100 km år 2014.
Han vann Sveriges största ultralopp, Ultravasan 90, 2018. Detta med tiden 6:01:56, som är den näst snabbaste i loppets femåriga historia.

## Personliga rekord
- Maraton – 2:27.35 (Wien, Österrike 7 april 2019)[5][6][7]
- 100 km landsväg – 6:42.51 (Winschoten, Nederländerna 12 september 2015)[7]
- 100 km landsväg – 6:55.31 (Doha, Quatar 21 november 2014)[5]